# Беличье (озеро)
Беличье, Пелечь — пресноводное озеро на территории городского поселения Зеленоборского Кандалакшского района Мурманской области.
Является частью Княжегубского водохранилища.

## Общие сведения
Площадь озера — 2,2 км². Располагается на высоте 37,2 метров над уровнем моря.
Форма озера лопастная, продолговатая: оно более чем на семь километров вытянуто с северо-запада на юго-восток. Берега изрезанные, каменисто-песчаные, преимущественно возвышенные.
Беличье является по сути частью Ковдозера, через которое протекает река Ковда, впадающая в Белое море.
В озере расположено более полусотни безымянных островов различной площади, рассредоточенных по всей площади водоёма.
Населённые пункты и автодороги вблизи водоёма отсутствуют.
Код объекта в государственном водном реестре — 02020000611102000001877.